# علاءالدین حسین غوری
علاءالدین حسین، معروف به جهانسوز، پسر ملک عزالدین حسین ملقب به ابوالسلاطین، از سال ۵۴۴ تا ۵۵۶ هجری، فرمانروای سلسلهٔ غوریان بود و دولت غوریان را به اوج قدرت رسانید. علاءالدین غوری برای انتقام قتل دو برادرش، قطب‌الدین محمد غوری و سیف‌الدین سوری، با بهرام‌شاه غزنوی جنگ کرده و او را شکست داد. او پس از تصرف غزنین، به مدت هفت شبانه‌روز، شهر را به آتش کشید و از آنجا روی به بت‌ها نمود و بتکدهٔ شهر را که در نوع خود بی‌نظیر بود، تخریب کرد که بدین جهت او را جهانسوز لقب داده‌اند.
او متصرفات ولایت کاسی غور را مطیع کرده و به فیروزکوه (غور) رفت و چون مردم در غیاب وی ملک ناصرالدین حسین بن محمد را از مادین آورده و بر تخت نشانیده بودند، با آگاهی از قدرت علاءالدین، ناصرالدین را بکشتند و به علاءالدین تسلیم شدند. وی بامیان، تخارستان، بلاد جروم، گرمسیر، تولک، جبال هرات و غرجستان مرغاب را نیز تحت سلطهٔ غوریان درآورد و داعیان اسماعیلی را نیز به غور راه داد. علاءالدین حسین جهانسوز سرانجام در سال ۵۵۶ هجری / ۱۱۶۱ میلادی در سنگهٔ غور از جهان رفت و پس از او فرزندش، سیف‌الدین محمد، به امارت رسید.

## آغاز سلطنت
پس از مرگ بهاءالدین سام یکم که در راه غزنه اتفاق افتاد، علاءالدین حسین به سلطنت غور رسید. تاریخ‌نویسان از تاریخ تولد و آغاز زندگی وی اطلاعی به یادگار نگذاشته‌اند و تنها مطلبی که از دوران جوانی او به دست آمده آن است که او مانند هر شاهزاده‌ای در آن دوران در مورد علوم ادبیات، الهیات و فنون نظامی آگاهی داشت.
علاءالدین حسین هنگامی که خبر مرگ بهاءالدین را شنید در اواسط سال ۵۴۴ هجری / ۱۷۰۸ میلادی به تخت سلطنت غور نشست و سپس بدون فوت وقت به بهانهٔ گرفتن انتقام، سپاهیان خود را آماده کرده و با ارتشی پنجاه هزار نفری به‌سوی غزنه به راه افتاد. بهرام‌شاه غزنوی از حرکت ارتش غور آگاه گشت و با اطمینان به ارتش تازه‌نفس هندی و سپاهیان غزنه، پایتخت خود را ترک کرد و از راه رخج و تگیناباد رهسپار زمین‌داور شد تا راه بر دشمن ببندد. هنگامی که سپاهیان دو رقیب در دشت زمین‌داور در برابر یکدیگر قرار گرفتند؛ بهرام‌شاه سفرایی نزد علاءالدین فرستاد تا او را ضمن بیم دادن، از جنگ بازدارد ولی علاءالدین پاسخ فرستاد که وی برای گرفتن انتقام قتل غیرعادلانهٔ دو برادرش آمادهٔ جنگ است و به تصمیم خود پایبند است. پس از آن که این گفتگوها نتیجه‌ای دربر نداشت هر دو سپاه خود را برای نبرد آماده کردند. دولتشاه (غوری) پسر بهرام‌شاه که فرمانده سواره‌نظام فیل‌های جنگی بود به سپاه غور حمله کرد. سربازان پیادهٔ غوری به دستور علاءالدین حسین دست به حیلهٔ نظامی زده صف خود را شکافته راه را برای آن‌ها باز کردند ولی بلافاصله اطراف سواره‌نظام دولتشاه را گرفته، او و سربازانش را کشتار کردند.
این شکست اثری بد بر سربازان بهرامشاه نهاد پس ناچار عقب‌نشینی کردند. بهرام‌شاه در حال عقب‌نشینی هنگامی که به محلی به‌نام جوش آب‌گرم، نزدیک تگیناباد رسید درصدد جنگ دوباره برآمد اما این‌بار نیز شکست خورده و با عجله به غزنه بازگشت. در آن‌جا دوباره سپاهیان تار و مار شده را جمع کرده و درصدد دفاع برآمد ولی بار سوم نیز دچار شکست گردید. علاءالدین بدون از دست دادن وقت شهر غزنه را با حمله‌ای برق‌آسا اشغال کرد و فرمان داد تا مدت هفت شبانه‌روز شهر را به آتش کشیدند و بناهای سلاطین غزنوی، به استثنای چند ساختمان همه را خراب کردند.
در این میان غارت و کشتار طرفداران بهرام‌شاه با شدت هرچه تمام‌تر ادامه داشت و حتی گروهی از زنان غزنه را که شایع بود در هنگام اسارت سیف‌الدین سوری به دنبال او به راه افتاده و با دف و آواز اشعار توهین‌آمیزی خوانده بودند در حمامی زندانی و با بستن منفذهای آن همه را خفه کردند. علاءالدین حسین فرمانی نیز صادر کرد تا مکانی را که در آن سیف‌الدین سوری و وزیرش سید مجدالدین موسوی را به دار زده بودند با خاک یکسان کنند. سپس چند سید اهل غزنه را وادار کرد تا توبره‌هایی از خاک غزنه را به گردن آویخته به فیروزکوه حمل کنند. در آن‌جا به دستور وی آن خاک را با خون چند سید آمیخته در بنای چند قلعه به کار بردند. چنانچه در این واقعه بیش از شصت هزار تا هفتاد هزار نفر کشته شده‌اند.
تاریخ‌نویسان همه از رفتار خشن علاءالدین انتقاد کرده‌اند و جوزجانی اولین کسی است که به او لقب جهانسوز داده است. علاءالدین حسین بعد از آن که انتقام خود را گرفت و مردم شهر را مطیع خود ساخت، برای ارضای بیشتر خاطر خود ابیاتی با مضمون‌های عالی و سرشار از ستایش و تمجید خویش ساخت و سپس لباس سوگواری پوشیده، هفت شبانه‌روز بر سر قبر برادرانش مراسم عزاداری به‌جا آورد؛ آن‌گاه دستور داد تا جسد آن‌ها را در صندوق‌هایی بگذارند و همراه خود به غور برده و در آن‌جا آن‌ها را در جوار آرامگاه پیشینیان خویش دفن کرد.
قطعه‌ای که علاءالدین در مدح خود سروده است چنین آغاز می‌گردد:
| آنم که هست فخر ز عالم زمانه را |  | آنم که هست جور ز بذلم خزانه را |
| انگشت دست خویش بد ندان کند عدو |  | چون برزه کمان نهم انگشتوانه را |

علاءالدین حسین پیش از بازگشت به سوی غور، وضع هرج و مرج غزنه را آرام کرده و در برگرداندن آن منطقه به حالت اولیه‌اش بسیار کوشید آن‌گاه از راه بست و زمین‌داور به پایتخت خود بازگشت. بست در آن زمان شهری مشهور و مرکز بازرگانی بود و برخلاف گفتهٔ بعضی تاریخ‌نویسان، علاءالدین این شهر را ویران نکرده است چون مدارک باستان‌شناسی نشان می‌دهد که این شهر فقط اندکی خسارت دیده، سپس دوباره مرمت شده است.
این شهر که از دوران پارت‌ها سابقهٔ تاریخی دارد، در قرن اول اسلامی نیز یکی از مراکز مهم بازرگانی بوده و در حملهٔ مغول مانند سایر شهرهای این ناحیه خراب و نابود شده است. یکی از آثار هنری و زیبایی این شهر که تاکنون نیز برجای مانده است دروازهٔ قوسی شکل مسجد قلعهٔ بست است؛ که به عقیدهٔ باستان‌شناسان به سبک معماری دوران غوریان یا خوارزمشاهیان بنا گردیده و احتمالاً قبل از حملهٔ مغولان یعنی در زمان علاءالدین حسین خرابی یافته است. یکی دیگر از نقاطی که مورد این حمله قرار گرفته و آسیب دیده است قصر معروف غزنویان به نام لشکری بازار است که در محل پیوستن رود ارغنداب و هیرمند واقع بوده و به عقیدهٔ چند نفر از باستان‌شناسان، خرابی اول آن به دستور علاءالدین حسین صورت گرفته است. تاریخ‌نویسان دربارهٔ این جنگ و سرنوشت بهرام‌شاه عقاید ضد و نقیضی دارند. عده‌ای از آن‌ها از جمله بیهقی، فخر مدبر، خواندمیر و بناکتی عقیده دارند که بهرام‌شاه قبل از حملهٔ علاءالدین حسین در غزنه مرده است؛ ولی مسلم است که بهرام‌شاه در آن جنگ رهبری سپاهیانش را برعهده داشته است. حتی خواندمیر که در یک جا مرگ بهرام‌شاه را قبل از حملهٔ علاءالدین به غزنه ذکر کرده است در جای دیگر می‌نویسد: «... و قول اصح آن که بین‌الجانبین چند کرت مقاتله روی نموده.» یا به گفتهٔ جوزجانی و دیگران «سه کرت از پیش علاءالدین غوری منهزم گشت.» در هر حال با توجه به عقاید بیشتر این مورخان، بهرام‌شاه پس از سه بار شکست به هند فرار کرده است. علاءالدین حسین قبل از بازگشت به غور یکی از سران لشکری به نام امیرخان را با پنج هزار سپاهی در غزنه مستقر و او را مأمور حفاظت آن ناحیه کرد. امیرخان مردی خشن و ستمگر بوده است.
مبارکشاه فخر مدبر دربارهٔ دوران حکومت وی داستانی نقل کرده و می‌نویسد: «غزنه به‌طور معجزه‌آسایی به وسیلهٔ شخصی روحانی به نام خواجه ابوالمؤید که از جور و ستم امیرخان نجات یافته است؛ نتیجه این معجزه آن بود که ناگهان لشکری بزرگ در نزدیکی غزنه ظاهر شده و امیرخان از ترس آن با همه لشکریانش غزنه را ترک و فرار کرده است.» در واقع ظهور معجزه‌آسای این لشکر عظیم چیزی جز بازگشت بهرام‌شاه همراه سپاهیان تازه‌اش از هند نبوده است. حقیقت تاریخی این افسانه توسط یک سند تاریخ‌دار تأیید شده است که طبق آن بهرام‌شاه قبل از ربیع‌الاول سال ۵۴۵ هجری (۱۷۰۹ شاهنشاهی) به غزنه بازگشته است یعنی زمانی که علاءالدین حسین در غور سرگرم اعزام قشون به هرات و مشغول زد و خورد با سلطان سنجر بوده است. در هر صورت بهرام‌شاه پس از اخراج امیرخان مدت‌ها در غزنه بوده و در سال ۵۵۲ هجری (۱۷۱۶ شاهنشاهی) در آن شهر درگذشته است.
علاءالدین حسین اندکی بعد نسبت به برادرزادگان خود غیاث‌الدین، شهاب‌الدین غوری و معزالدین بدگمان شد و پس از مقرر کردن مبلغی وجه نقد به عنوان مخارج روزمره، آن‌ها را در قلعهٔ نظامی وجیرستان زندانی کرد. سبب بدگمانی او فقط توسط ابن اثیر ذکر گردیده است که طبق آن علاءالدین حسین نواحی سنگه، تیول قبلی بهاءالدین سام و گرمسیر و تگیناباد را به آن دو برادر تفویض کرده بوده است و این دو برادر در آن نواحی سیاست بسیار ملایمی در پیش گرفتند و با بخشش‌های خود باعث جلب توجه مردم نسبت به خود شده‌بودند تا در موقع مناسب از حمایت آن‌ها در مقاصد سیاسی خود استفاده کنند. این موضوع و رفتار جاه‌طلبانهٔ آن‌ها به گوش علاءالدین حسین رسید و باعث بدگمانی شده‌بود و به همین دلیل تا پایان زندگی خود آن دو برادر در زندان قلعه وجیرستان تحت نظر نگهداشته شدند.

## لشکرکشی علاءالدین حسین به هرات
هنگامی که علاءالدین حسین در غور سرگرم تجهیز سپاه بود؛ خسروشاه پسر بهرام‌شاه غزنوی سپاه بزرگی در لاهور فراهم کرد و به سوی غزنه هجوم برد. علاءالدین که درصدد حمله به هرات بود میل داشت که با او از در صلح وارد شود به این طریق که خسروشاه شهر و قلعهٔ تگیناباد را به او واگذار کند و به غزنه قناعت کند؛ ولی خسروشاه که به کمک و پشتیبانی سنجر اطمینان داشت حاضر به صلح نشد. در این موقع برحسب اتفاق گرفتاری‌های سلطان سنجر بعد اعلای خود رسیده‌بود و نمی‌توانست به او کمک کند.
خسروشاه که به این دلیل ناامید شده‌بود ناچار غزنه را ترک و به اهواز فرار کرد. وی در همان‌جا ماند تا آن که در سال ۵۵۵ هجری (اوایل سال ۱۷۱۹ شاهنشاهی) درگذشت. پیروزی غزنه علاءالدین را ترغیب کرد تا به تلافی پشتیبانی‌های سلطان سنجر از بهرام‌شاه که منجر به قتل سیف‌الدین سوری شده‌بود با وی بجنگد به ویژه آن که در آن زمان سلطان سنجر دوران سقوط خود را طی می‌کرد و دشمنانش از هر طرف آمادهٔ نابودی وی بودند. علاءالدین در آغاز برای نشان دادن خودمختاری خویش از پرداخت باج و خراج مقرر به سنجر امتناع ورزید. در این لحظات وضع نابسامان و درهم سیاسی هرات در اوایل سال ۵۴۵ هجری (۱۷۰۹ شاهنشاهی) بهترین موقع برای حملهٔ علاءالدین حسین و اجرای نقشه انتقام‌جویانهٔ وی بود. علی چتری تیولدار هرات، که به گفتهٔ طعن‌آمیز راوندی و خواندمیر «سلطان سنجر او را از مرتبهٔ مسخرگی به درجهٔ امارت رسانیده بود» نیز با پشتیبانی مردم ستمدیدهٔ آن شهر که آرزوی آزادی خود را داشتند برضد سنجر قیام کرده‌بود.
علاءالدین حسین و علی چتری برای تحکیم وضع خود در برابر سلطان سنجر با هم متحد شدند و علاءالدین در اوایل ربیع‌الاول سال ۵۴۵ هجری(۱۷۰۹ شاهنشاهی) از دعوت علی چتری استقبال کرد و وارد هرات شد اما تلاش کرد تا در امور سیاسی هرات دخالتی نکند و وضع مردم را به حال خود باقی بگذارد. علاءالدین در آن‌جا برای فریب سنجر، دستور داد تا خطبه را طبق معمول به نام او بخوانند ولی سنجر که از ماجرا با خبر شده‌بود از مرو به سوی هرات حرکت کرد و پیام‌هایی برای متحدانش از جمله تاج‌الدین سیستانی و بهرام‌شاه فرستاد و لزوم تشکیل نیروی واحدی را تأکید کرد. در آن موقع بهرام‌شاه هنوز از ضربهٔ خردکننده‌ای که علاءالدین حسین به او وارد کرده بود رنج می‌برد و تاج‌الدین سیستانی بهترین تیول‌دار وفادار سنجر هم این سیاست را که با کمک به سنجر دشمن جدیدی برای خود فراهم سازد؛ ابلهانه دانسته و به بهانه‌ای از همکاری سرباز زد. در چنین موقعیتی سنجر دریافت که عقب‌نشینی و انتظار برای فرصتی مناسب‌تر عاقلانه‌تر است.

## لشکرکشی به بلخ و جنگ با سنجر
علاءالدین از مدت‌ها پیش به تخارستان نظر داشت و به همین دلیل به منظور پیشبرد خواستهٔ خود نظر غزها را به سوی خود جلب کرد و شروع به توسعهٔ متصرفات خود در مرز شمالی بامیان کرد ولی امیر قماج سر راه او قرار گرفت. در این‌جا غزها چون منافع بیشتری نصیبشان می‌شد به پشتیبانی علاءالدین برخاسته و باعث شکست قماج شدند. علاءالدین بلافاصله پس از این پیروزی، بامیان و تخارستان را تصاحب کرد. سنجر که از پیشرفت‌های علاءالدین نگران شده‌بود رهسپار مرز بلخ گردید و از اردوی سلطنتی خود در اطراف بلخ نامه‌ای به بهرام‌شاه نوشته و از او تقاضای کمک کرد. علاءالدین که شهر بلخ را در تصرف داشت با حملهٔ سنجر مجبور شد آن منطقه را ترک کند. سنجر فهمید که از طرف بهرام‌شاه کمکی حاصل نمی‌شود چون از نیروی غزها اطلاع داشت با اعطای امتیازاتی توانست آن‌ها را به کمک خود بطلبد و درصدد سرکوبی علاءالدین و علی چتری درآید. علاءالدین حسین نیز به همراه متحد خود، علی چتری برای جلوگیری از نفوذ سنجر به سوی وی حرکت کرد. دو سپاه در درهٔ هریرود، برای جنگی حتمی رودرروی هم قرار گرفتند. دربارهٔ تاریخ وقوع این جنگ بیشتر تاریخ‌نویسان یا سکوت کرده‌اند یا سال ۵۴۵ هجری (۱۷۰۹ شاهنشاهی) را ذکر کرده‌اند.
نظامی عروضی که منسوب به دودمان غوری بود، گفته است: «... من بنده در هرات چون متواری گونه همی‌گشتم…» وی تاریخ این جنگ را سال ۵۴۷ هجری (۱۷۱۱ شاهنشاهی) ذکر کرده است. علاءالدین چون از وفاداری سربازان ترک و غز لشکر خود اطمینان کامل نداشت دستور داد تا به منظور استقامت و پایداری آن‌ها یک روز قبل از شروع جنگ، آب هریرود را به زمین‌های پشت جبهه جاری سازند. در آغاز جنگ شش هزار سرباز غز و ترک، لشکر علاءالدین حسین و علی چتری را ترک کرده و به اردوی سلطان سنجر پیوستند. این عمل ضربهٔ شدیدی به روح جنگاوری سپاه غوریان وارد ساخت و باعث شد دست به فرار بزنند. در این کشمکش عدهٔ زیادی در گل‌ولای فرورفته به دست دشمن کشته شدند. علاءالدین و علی چتری نیز دستگیر شدند و به محضر سلطان سنجر برده شدند. وی دستور داد تا فوراً علی چتری را بکشند و علاءالدین حسین را به زندان بیاندازند. سلطان سنجر با توجه به اوضاع سیاسی و موقعیت خطرناک خود با علاءالدین حسین به مهربانی رفتار کرد و پس از چند روز او را از زندان بیرون آورده و مورد لطف و بخشش خویش قرار داد و به گفتهٔ جوزجانی «ندیم خاص سلطان سنجر گشت». علاءالدین حسین از آن پس پیوسته در دربار سنجر حضور داشت و نظر به لطف و محبت سلطان نسبت به خود اشعاری در ستایش او می‌سرود. البته این اظهار محبت و دوستی زیرکانهٔ سنجر نسبت به علاءالدین نقشهٔ سیاسی بود چون سلطان سلجوقی با توجه به اوضاع خطرناک امپراتوری خود از جمله خوارزمشاه، قراختاییان و غزها صلاح در آن دید که نظر علاءالدین حسین را به سوی خود جلب کند تا از نیروی نظامی وی به عنوان یک متفق بانفوذ و وفادار استفاده نماید. در این هنگام غزها که از ضعف دولت سنجر آگاه بودند در اطراف بلخ شروع به ایجاد مزاحمت و شورش کرده‌بودند و به همین دلیل هم سلطان سنجر پیش از آن‌که به سرکوبی غزها اقدام کند، علاءالدین را با بدرقه‌ای شایان به غور فرستاد. از طرفی چون سلطان سنجر نسبت به پیروزی خود بر غزها اطمینان کامل نداشت، تمامی اسب و گلهٔ شتران و خزانهٔ خود را به امانت تحویل علاءالدین داد تا آن‌ها را به غور برده و در موقع مناسبی دوباره به دربار سنجر برگرداند.

### نبرد امیر زنگی با امیر قماج
پیروزی علاءالدین در به دست آوردن کمک، او را تشویق کرد که از وضع وخیم سیاسی سنجر استفاده کند و به اصطلاح از آب گل‌آلود ماهی بگیرد. در این میان در تخارستان سرحد شمالی غز هم دو دستگی‌هایی به وجود آمده‌بود. امیر زنگی بن خلیفه (حاکم تخارستان) با امیرقماج حکمران دست‌نشاندهٔ سنجر در بلخ، اختلاف پیدا کرده‌بود لذا غزهای ساکن در منطقه حکومتی را به کمک طلبیده آن‌ها را برضد قماج تجهیز کرده‌بود ولی امیر قماج توانست با دادن وعده‌های فریبنده، غزها را به سوی خود بکشاند و بالاخره در جنگی که میان آن دو رقیب رخ داد امیر قماج پیروز شد و توانست امیر زنگی و پسرش را اسیر کرده و به قتل برساند.

## دوران اسارت
دوران اسارت علاءالدین حسین در دربار سلطان سنجر برخلاف نظر چند نفر از مورخان از جمله کارل بروکلمن که دو سال ذکر کرده است، نمی‌تواند بیش از چند ماه بوده‌باشد. جنگ میان علاءالدین حسین و سلطان سنجر طبق نظر چند تن از مورخان از جمله نظامی عروضی سمرقندی که خود شاهد جریانات بوده در سال ۵۴۷ هجری (۱۷۱۱ شاهنشاهی) رخ داده است. از طرف دیگر جنگ سنجر بر ضد غزها و شکست و اسارت او در محرم سال ۵۴۸ هجری (۱۷۱۲ شاهنشاهی) صورت گرفته است. پس در این صورت اسارت علاءالدین حسین فقط چند ماه یا به گفتهٔ خواندمیر «چندگاهی» بیشتر نبوده است.

## رهایی از اسارت
در چند ماهی که علاءالدین حسین از کشور خود دور افتاده‌بود، عده‌ای از امیران و بزرگان غور برادرزاده او ناصرالدین حسین مادینی را به سلطنت نشانده‌بودند. این سلطان دست‌نشانده چندان موفقیتی در کارهای کشوری نداشت چون بلافاصله پس از جلوس وی بر تخت سلطنت عده‌ای در ولایت‌کشی به بهانهٔ مختلف از جمله گرفتن انعام دست به غارت اموال دولتی زدند. غیبت چند ماههٔ رهبری قدرتمند مانند علاءالدین نشان داد که اوضاع داخلی سرزمین کوهستانی غور به زودی دستخوش شورش‌های متعددی قرار خواهد گرفت اما بلافاصله پس از آن‌که خبر آزادی و بازگشت وی در غور منتشر شد چند نفر از زنان حرم‌سرا به تحریک سران کشوری طرفدار علاءالدین، شبانه ناصرالدین حسین را با بالش خفه کردند.
علاءالدین حسین پس از ترک دربار سنجر پیش از آن‌که به فیروزکوه، پایتخت خود برود به سوی ولایت کشی رفته، متمردان و سرکشان آن ناحیه را سرکوب و دژهای آن‌ها را خراب کرد و سپس به سوی فیروزکوه که مردم آن با اشتیاق در انتظارش بودند، رهسپار گردید. وی پس از استقرار و تنظیم امور داخلی غور به فکر مناطقی افتاد که قبل از جنگ با سلطان سنجر به دست آورده‌بود. در این زمان سنجر در اسارت غزها بود و دیگر مانعی برای پیشرفت‌های سیاسی وی وجود نداشت؛ بنابراین به زودی به نواحی بلخ و تخارستان دست‌اندازی کرده و آن نواحی را به تصرف درآورد. در چنین موقعیتی ناپایدار و مشوش یعنی زمانی که غزها مشغول غارت مرو و نیشابور و دیگر شهرهای خراسان بودند. علاءالدین روی به فتوحات دیگر آورد و شهرهای جروم، داور، بست و قلعه تولک را که در کوهستان‌های هرات بود را ضمیمهٔ متصرفات خود کرد و آن‌گاه متوجه غرستان (غرچستان) گردید. حاکم آن ناحیه، ابراهیم‌شاه رابطهٔ دوستانه‌ای با او به وجود آورد و علاءالدین به خاطر تحکیم آن رابطهٔ دوستانه، دختر وی به نام حره‌نور ملک را به زنی گرفت و سپس درهٔ حاصلخیز مرغاب را پس از درهم‌شکستن مقاومت ساکنان آن اشغال نمود. این پیروزی برای علاءالدین کار آسانی نبود چون برای تصرف یکی از دژهای معروف آن‌جا به نام سبکجی مدت‌ها وقت صرف کرد تا به نتیجه رسید. علاءالدین از آن پس تا پایان زندگی قلمروی حکومتش را با به دست آوردن مناطق مهم سوق‌الجیشی و حساس مرزی استحکام بخشید. طی جریانات گذشته یعنی به هنگام درگیری علاءالدین با سلطان سنجر، شهر غزنه مجدداً به دست خسروشاه افتاده‌بود ولی به زودی گرفتار حملهٔ غزها شد و چون توان برابری با آن‌ها را نداشت به سوی لاهور فرار کرد. بعضی تاریخ‌نویسان در این مورد دچار اشتباه شده‌اند و عقیده دارند که پس از استیلا و ورود خسروشاه در غزنه، علاءالدین به آن شهر حمله برده و باعث فرار خسروشاه گردیده است.
خواندمیر در این مورد نظر دیگری دارد و می‌نویسد که علاءالدین پس از فتح غزنه حکومت آن‌جا را به غیاث‌الدین و شهاب‌الدین برادرزادگان خود تفویض کرد و آن دو برادر، خسروشاه را با لطائف‌الحیل به دست آورده و در قلعه‌ای محبوس کردند و او در سال ۵۵۵ هجری درگذشت. این تاریخ‌نویس، خسروشاه را با خسروملک اشتباه گرفته است چون این خسروملک بوده که بعدها به فرمان غیاث‌الدین در قلعهٔ بلروان غرجستان زندانی شده و بالاخره به قتل رسیده است.

## آمدن مبلغان اسماعیلی به غور
یکی از اتفاقات مهم که در آخرین سال‌های زندگی علاءالدین حسین رخ داده است؛ آمدن مبلغان اسماعیلیه به سرزمین غور است. در این زمان فرقهٔ اسماعیلیه که می‌خواستند قلمروی خود را از جهت خراسان توسعه دهند با ارسال داعی به منظور تبلیغ بین مردم غور و به ویژه سلطان قدرتمند آن سرزمین دست به کار شده‌بودند. عقیدهٔ علاءالدین نسبت به این فرقه درست مشخص نیست و تنها از گفتهٔ جوزجانی در می‌یابیم که او به آن‌ها اجازه داده‌بود تا در قلمرو غور به کار دعوت و تبلیغ مشغول باشند و حتی به گفتهٔ همین تاریخ‌نویس «سلطان علاءالدین… ایشان را اعزاز کرد و به هرجا از مواضع غور در سر دعوت کردند و ملاحده‌الموت طمع به ضبط و انقیاد اهل غور در بستند.» اتفاقاً این موضوع یکی از مواردی است که مورد بدگویی تاریخ‌نویسان قرار گرفته است و آن را «غبار بدنامی بر ذیل دولت او» دانسته‌اند.

## مرگ
علاءالدین حسین که یکی از سلاطین نیرومند غور بود در ربیع‌الثانی سال ۵۵۶ هجری (اواخر ۱۷۱۹ شاهنشاهی) درگذشت. جسد او را در آرامگاه خانوادگی و در جوار برادرانش در سنگه به خاک سپردند.